# Che!
Che! ist ein US-amerikanischer Spielfilm von Richard Fleischer aus dem Jahr 1969, der das Leben von Che Guevara schildert.

## Handlung
Der Film beschreibt die Zeit zwischen Ches Ankunft in Kuba 1956 und seinem Tod in Bolivien 1967.
Die erste Szene zeigt einen Hubschrauber, der die Leiche Ches zum Ort transportiert, an dem ihn das bolivianische Militär der Presse präsentieren will. Eingeschnittene fiktive Interviews leiten zu Rückblenden über, die einzelne Stationen seines Lebens darstellen.
Ein Großteil des Films beschreibt den gemeinsamen Kampf von Che und Fidel Castro. Im Laufe des Guerillakampfs auf Kuba wird der gelernte Arzt Che allmählich seinem Lehrmeister Fidel ebenbürtig: Commandante Che lässt Verräter exekutieren und rechtfertigt später sogar Massenhinrichtungen. Nach der Kuba-Krise wird Fidel von Che beschuldigt, sich der Sowjetunion bedingungslos untergeordnet zu haben. Che verlässt Kuba.
Der letzte Teil des Films zeigt das Scheitern von Ches revolutionären Plänen in Bolivien. Den landfremden Revolutionären gelingt es nicht, die bolivianische Landbevölkerung zum Widerstand aufzurütteln. Gejagt von bolivianischen Truppen, die dabei Ches eigenes Guerillahandbuch benutzen, leidet die Gruppe unter Krankheiten und Erschöpfung. Che und seine Getreuen geraten in einen Hinterhalt und werden gefangen genommen. Che wird getötet – wobei sich der Film bei der Darstellung der Tat und ihrer Hintergründe nur auf Andeutungen beschränkt.

## Vorgeschichte
Die Produktionsvorbereitungen zu Che! begannen direkt nach dem Tod Guevaras. Aus der Verfilmung des Lebens des erklärten Anti-Kapitalisten und Idols Che wollte man möglichst schnell und weltweit Gewinne erzielen.
Die Produktionsfirma 20th Century Fox engagierte als Regisseur Richard Fleischer, Jahrgang 1916, der ein Experte für Routineware war und weder als besonders feinfühlig noch als politisch auffällig galt. Drehbuchautor Sy Bartlett stellte man quasi als Experten Michael Wilson zur Seite, der in Hollywood als Linker jahrelang auf der Schwarzen Liste gestanden hatte. Mit der Besetzung der Titelrolle durch Omar Sharif hoffte man den internationalen Erfolg garantieren zu können.

## Zum Drehbuch
Das politisch oberflächliche und gleichzeitig reißerische Drehbuch zu Che! war der Hauptgrund, warum der Film an den Kinokassen scheiterte. Ihm fehlte jegliche Authentizität und die für eine Identifikation des Zuschauers mit dem Helden nötige Parteilichkeit. „Wir wollen die Tragödie dieses Menschen auf der Leinwand zeigen. Dabei enthalten wir uns jeglichen Urteils über sein Leben, seine Ideen und seine Intentionen“, sagte Autor und Produzent Sy Bartlett beim Filmstart. Der Einfluss des politisch engagierten Co-Autors Wilson war anscheinend begrenzt. Titelheld Omar Sharif sorgte seinerseits dafür, dass „das Drehbuch frei von jedem ‚Pro und Kontra‘ war“. Er meinte: „Ches Ideen erstreckten sich auf die ganze Welt, die er verbessern wollte. Ob er mit seinen Methoden recht oder unrecht hatte, steht nicht zur Diskussion.“
Der Zuschauer erfährt über die politischen Beweggründe Ches und die tatsächlichen Begebenheiten in Kuba und Bolivien wenig. Stattdessen wird das Hollywoodklischee eines sozialromantischen lateinamerikanischen Revolutionärs gezeichnet, sodass Che und Fidel oft wie zwei Banditen in einem Italo-Western wirken. Regisseur Fleischer meinte rückblickend: „Ein Film muss einen Standpunkt haben. Was wir gesagt haben, war – so hoffe ich – die Wahrheit, aber wir saßen mit unserer ‚Unparteilichkeit‘ zwischen allen Stühlen. Und das ist sehr schlecht.“
Weitere Schwächen des Buchs sind die vielen Monologe, durch die die Szenen verbunden werden, und die pseudodokumentarischen Interviews von Zeitzeugen.

## Kritiken
- Che! enthält sich „jeglicher politischer und sozialer Situationsanalysen und Erklärungsversuche, Politik findet nicht statt (denn sonst hätte man vielleicht oder zwangsläufig Stellung beziehen müssen). Es ist ein durch und durch unpolitischer Film, der indes indirekt doch politisch ist, insofern er nämlich ein in erster Linie politisches Phänomen auf das rein individuell Biographische und Äußerliche reduziert, es damit verfälscht und weder Che noch Lateinamerika gerecht wird.“ (Evangelischer Filmbeobachter 256/1969)
- „Die groteske Idee, ‚Doktor Schiwago’ in die Rolle von Che zu setzen, deutet kaum auf Böswilligkeit hin, sondern wohl eher auf eine monumentale Urteilslosigkeit. Oder auch auf eine unwahrscheinlich sublime Absicht: eine Garantie dafür zu schaffen, daß Che Guevaras Persönlichkeit als Absurdität aufgefasst wird.“ (Folke Isaksson / Leif Fuhrhammar in Politik und Film 1973, zit. n. Schäfer/Schwarzer, S. 21)
- “Comic-book treatment of famed revolutionary became one of the biggest film jokes of 1960s. However, you haven’t lived until you see Palance play Fidel Castro.” (Leonard Maltin: TV Movies and Video Guide. 1990 Edition. New York 1990, S. 181)

- Che! verzichtet völlig auf eine Analyse oder politische Wertung, sondern beschränkt sich auf die Äußerlichkeiten von Che Guevaras Leben, das im Stil eines Italo-Western und unterlegt mit passender Musik von Lalo Schifrin präsentiert wird. Durch Mängel beim Drehbuch und den schauspielerischen Leistungen wirkt der Film unfreiwillig komisch, ist aber unter diesem Aspekt durchaus unterhaltsam.[1]